# Sławno-Kolonia
Sławno-Kolonia – wieś w Polsce położona w województwie łódzkim, w powiecie opoczyńskim, w gminie Sławno.
| 0552076 | Kalinówka | część wsi |

W latach 1975–1998 miejscowość administracyjnie należała do województwa piotrkowskiego.
Wierni Kościoła rzymskokatolickiego należą do parafii św. Geroncjusza i Wniebowzięcia NMP w Sławnie.